# The Brave and the Bold
The Brave and the Bold es un álbum de estudio colaborativo del grupo musical post-rock estadounidense Tortoise y del cantautor folk estadounidense Bonnie 'Prince' Billy, publicado en el 2006. Se trata de un álbum de versión. 

## Listado de canciones
1. Cravo É Canela (Milton Nascimento) – 3:09
2. Thunder Road (Bruce Springsteen) – 6:28
3. It's Expected I'm Gone (Minutemen) – 3:21
4. Daniel (Elton John) – 4:59
5. Love Is Love (Lungfish) – 3:31
6. Pancho (Don Williams) – 3:13
7. That's Pep (Debo) – 2:41
8. (Some Say) I Got Devil (Melanie Safka) – 3:33
9. The Calvary Cross (Richard Thompson) – 5:08
10. On My Own (Quix*o*tic) – 3:41